# Anritsu
Anritsu Corporation (アンリツ株式会社?, Anritsu Kabushiki-gaisha) è una multinazionale giapponese nel mercato delle apparecchiature elettroniche per le telecomunicazioni. Pioniere globale per la produzione della prima rete telefonica wireless al mondo, i ricavi di Anritsu ammontano a circa 782 milioni di dollari.

## Storia
In Giappone, il primo predecessore di Anritsu, Sekisan-sha, fu fondato nel 1895. Successivamente venne fondata la Annaka Electric Company, che produsse trasmettitori senza fili, il primo servizio telefonico wireless al mondo ed il primo telefono pubblico automatico del Giappone.
La Anritsu Corporation è stata fondata nel 1931 dalla fusione di due società giapponesi, la Annaka Corporation e la Kyoritsu Electric. Nel 1990, Anritsu acquisì la Wiltron Company negli Stati Uniti per 180 milioni di dollari.
Attualmente, il Gruppo Anritsu è composto da Anritsu Corporation, Anritsu Engineering, Anritsu Infivis, Anritsu Devices e Anritsu Networks.  La filiale americana della Anritsu Corporation, la Anritsu Company, è un fornitore del Dipartimento della Difesa degli Stati Uniti 

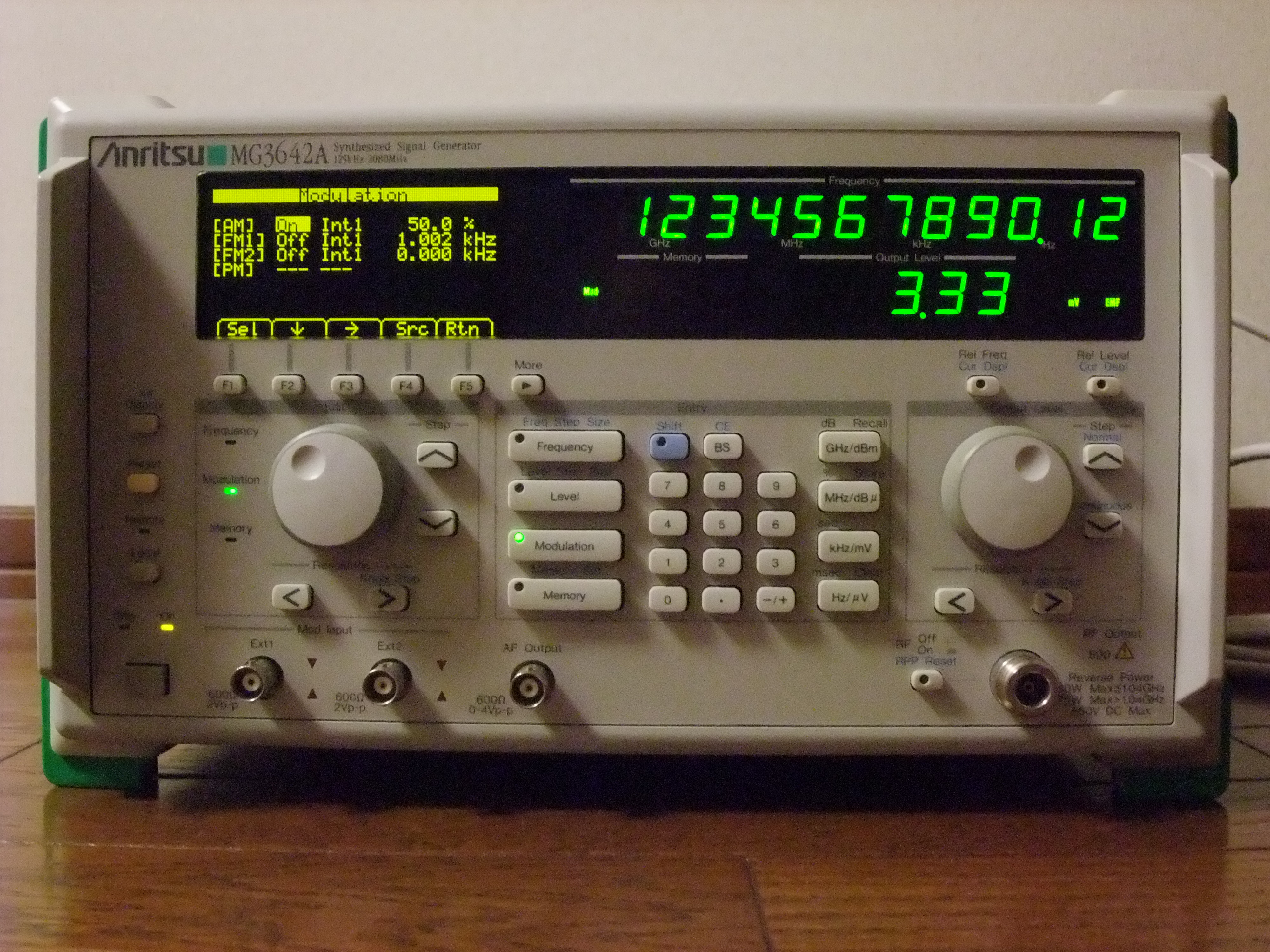
Generatore di segnale sintetizzato Anritsu MG3642A

.

## Prestazioni finanziarie
Le vendite nell'anno fiscale 2024 sono state pari a 109,952 84 miliardi di yen. È quotata alla Borsa di Tokyo dal 1968.

## Prodotti
Anritsu Corporation si occupa principalmente della produzione e della vendita di apparecchiature di misurazione. La Società opera in due settori di attività. Il segmento delle apparecchiature di misura è impegnato nella fornitura di apparecchiature di misura per le comunicazioni digitali e le reti di protocollo Internet (IP), comunicazioni ottiche e comunicazioni mobili, apparecchiature di misura generiche per la radiofrequenza (RF), bande di microonde e bande d'onda millimetriche, nonché nella garanzia del servizio. Il segmento Prodotti, Qualità e Assicurazione (PQA) è impegnato nella fornitura di selezionatori di peso automatizzati, apparecchiature elettroniche di misurazione automatizzate, rilevatori di sostanze estranee, nonché sistemi integrati di gestione e controllo della qualità. La Società è inoltre impegnata nella fornitura di comunicazioni informative, dispositivi correlati, servizi logistici e di assistenza sociale, leasing di immobili, produzione di componenti, così come le risorse umane (HR) e la contabilità relativa all'attività clericale.